# Ixodes eastoni
Ixodes eastoni är en fästingart som beskrevs av James E. Keirans och Clifford 1983. Ixodes eastoni ingår i släktet Ixodes och familjen hårda fästingar. Inga underarter finns listade i Catalogue of Life.